# Heirin-ji (Hyōgo)

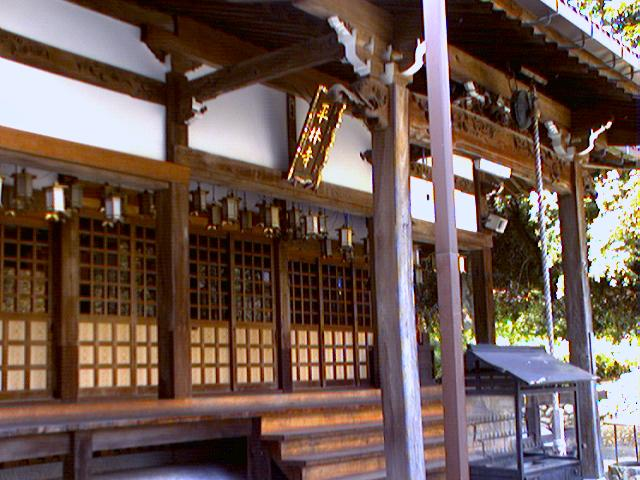
Salle principale du Heirin-ji.

Le Heirin-ji (平林寺) est un temple bouddhiste situé à Takarazuka, préfecture de Hyōgo au Japon.

## Objet du culte
Image de Gautama Buddha assis (釈迦如来坐像 Shaka Nyorai Zazō)

## Histoire
Selon l'histoire officielle du temple (engi), celui-ci est fondé par le prince Shōtoku sur la demande de l'empereur Yomei. Au cours de l'époque d'Edo, il fait partie des sept grands temples de la région de Muko dans la province de Settsu.
Le sango du Heirin-ji, c'est-à-dire le nom de montagne associé aux temples, est Mukozan, l'ancien nom du mont Rokkō.
Au temps de sa plus grande prospérité, le temple comptait dit-on plus de trente bâtiments. Mais le Heirin-j est incendié par Araki Murashige durant sa guerre avec Oda Nobunaga au XVIe siècle.

## Référence
- (en) Cet article est partiellement ou en totalité issu de l’article de Wikipédia en anglais intitulé « Heirin-ji (Hyōgo) » (voir la liste des auteurs).